# 木公 (土司)
木公（1499年8月10日—1553年10月16日），字恕卿，号雪山，别号万松，纳西族名阿秋阿公（A-ch'iu A-kung），是丽江第十四代土司，官拜丽江知府。他也是著名的儒学学者，被后世称为“木氏六公”之一。
木公是木定的长子。1527年，木定逝世，木公继任丽江土司，并征服你那的必鲁村、盐井的那胜村以及西原、欠甸。寻甸酋长安铨、凤朝文叛乱，翌年包围昆明。木公率兵救援，击退了叛军。黔国公沐绍勋表奏其战功。
1529年，木公征服永宁土司辖下的大海、海螺之地。1536年，嘉靖帝封木公为中宪大夫、丽江知府，并赐手书“辑宁边境”四字。1540年，安南大臣莫登庸篡位，明朝纠集兵马准备前去讨伐。木公奉兵部都御史毛伯温之命点兵准备出征，获赐一个十两重的银杯，成为木府的传家宝。
1546年，征服香水、胜新等村；1548年，遣长子木高征讨中甸。
1561年，因子木高之功，木公被追封为亚中大夫。
木公自幼有志于诗文，与张志淳、杨慎、张含、李元阳、贾文元等文人往来密切。著有詩集《雪山始音》、《隱園春興》、《雪山庚子稿》、《萬松吟卷》、《玉湖遊著》、《仙樓瓊華》；另有詩集《雪山詩選》，為楊慎為其整理。他的不少诗作被收录于《列朝诗选》、《古今图书集成》、《四库全书》和《云南丛书》之中。此外，《木氏宦谱》也是木公在位期间开始编纂的。

## 家族
- 父：木定
- 母：恭人阿室香（高氏延寿妙香，北胜州知州高氏之女）

- 妻：
  - 正室：阿室蒙（凤氏睦，武定第二代世袭土知府凤朝明（矣禄）之女）
  - 继室：阿室于（凤氏韶，武定知府凤朝明之女）

- 子：
  - 木高（阿公阿目，阿室蒙所生）
  - 木升（阿公阿价，阿室于所生）
  - 木兴（阿公阿退，阿室于所生）
- 女：
  - 木氏贞（光加，嫁姚安府同知高齐斗）
  - 木氏节（光辉，嫁北胜州府同知高德）
  - 木氏从（光从，嫁兰州知州罗启明）